# Manfred Lehmbruck
Manfred Lehmbruck (* 13. Juni 1913 in Paris; † 26. November 1992 in Stuttgart) war ein deutscher Architekt.

## Leben und Wirken
Manfred Lehmbruck war einer der Söhne des Bildhauers Wilhelm Lehmbruck.
Nach dem Abitur 1932 am Wilhelmsgymnasium München studierte er Architektur an der Technischen Hochschule Berlin bei Heinrich Tessenow und Hans Poelzig und an der Technischen Hochschule Stuttgart bei Paul Bonatz, wo er 1938 das Diplom machte.  
1942 promovierte er an der Technischen Hochschule Hannover bei Gerhard Graubner zum Doktor-Ingenieur (Dr.-Ing.). 1968 wurde er als Professor an die Technische Hochschule Braunschweig berufen, wo er 1979 emeritiert wurde.
Seine Dissertation über Museumsbau von 1942 und seine nachfolgende beratende und aktive Tätigkeit als Museums-Architekt machten ihn zu einem Experten auf diesem Gebiet.
Seine bedeutendsten Bauten konzipierte Manfred Lehmbruck in den 1950er und 1960er Jahren, so das Reuchlinhaus in Pforzheim als ersten Museumsneubau der Nachkriegszeit und das Lehmbruck-Museum in Duisburg. Die Museen Lehmbrucks stehen sämtlich unter Denkmalschutz.

## Bauten

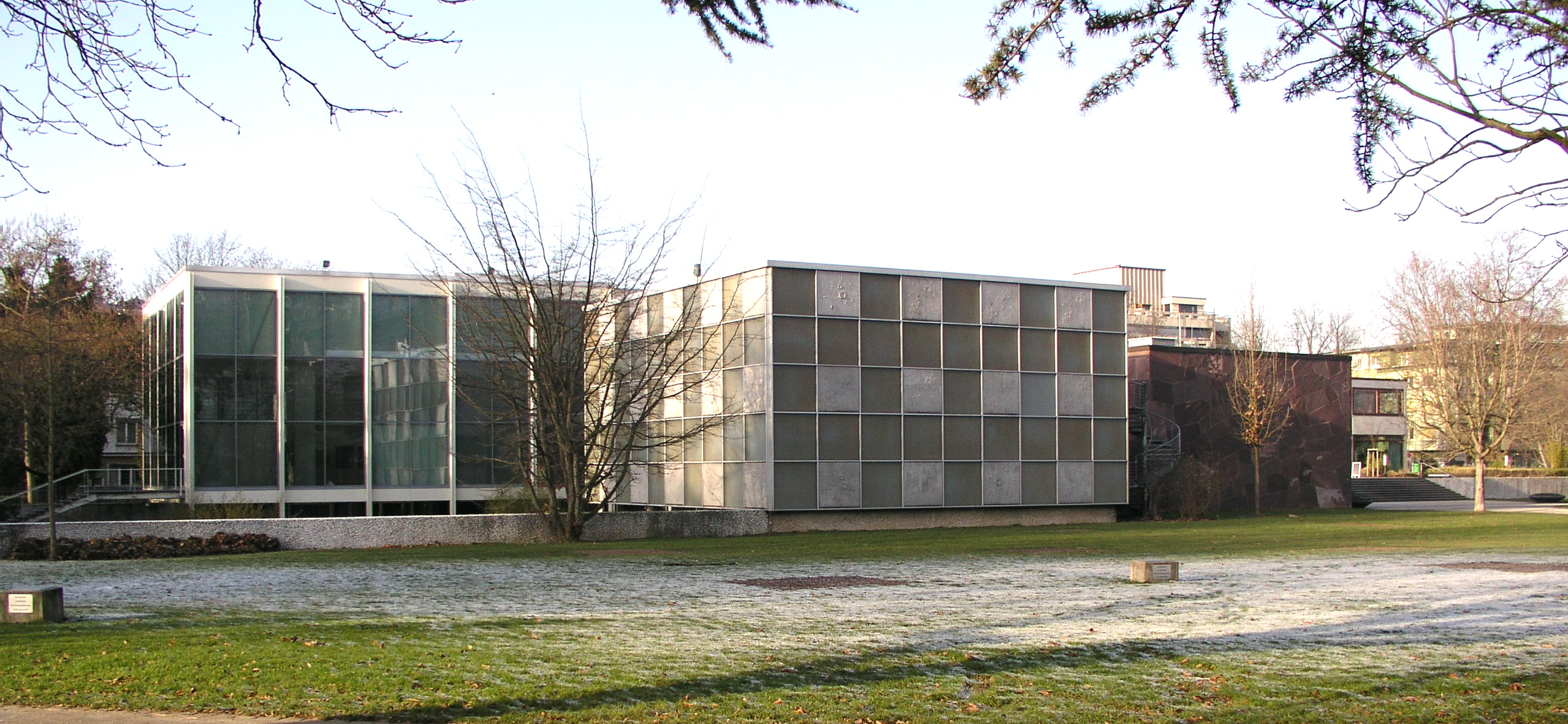
Reuchlinhaus (1961)

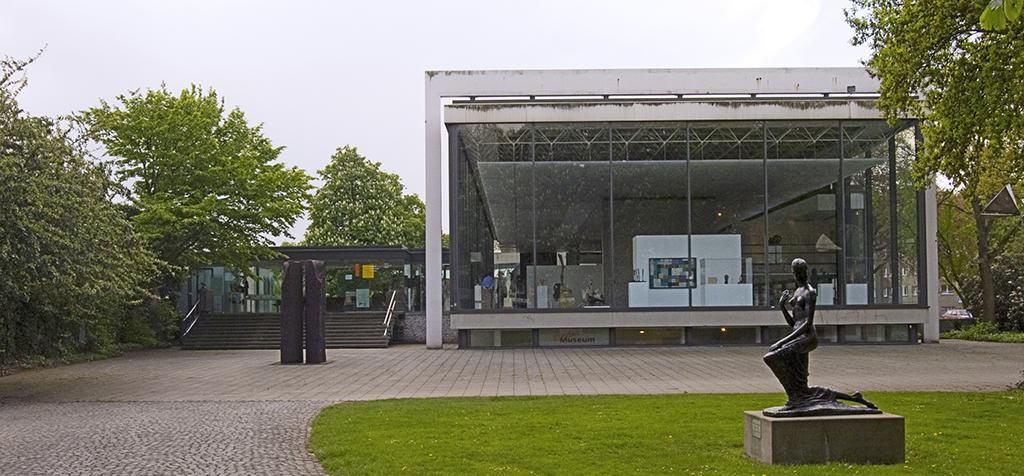
Lehmbruck-Museum (1964)

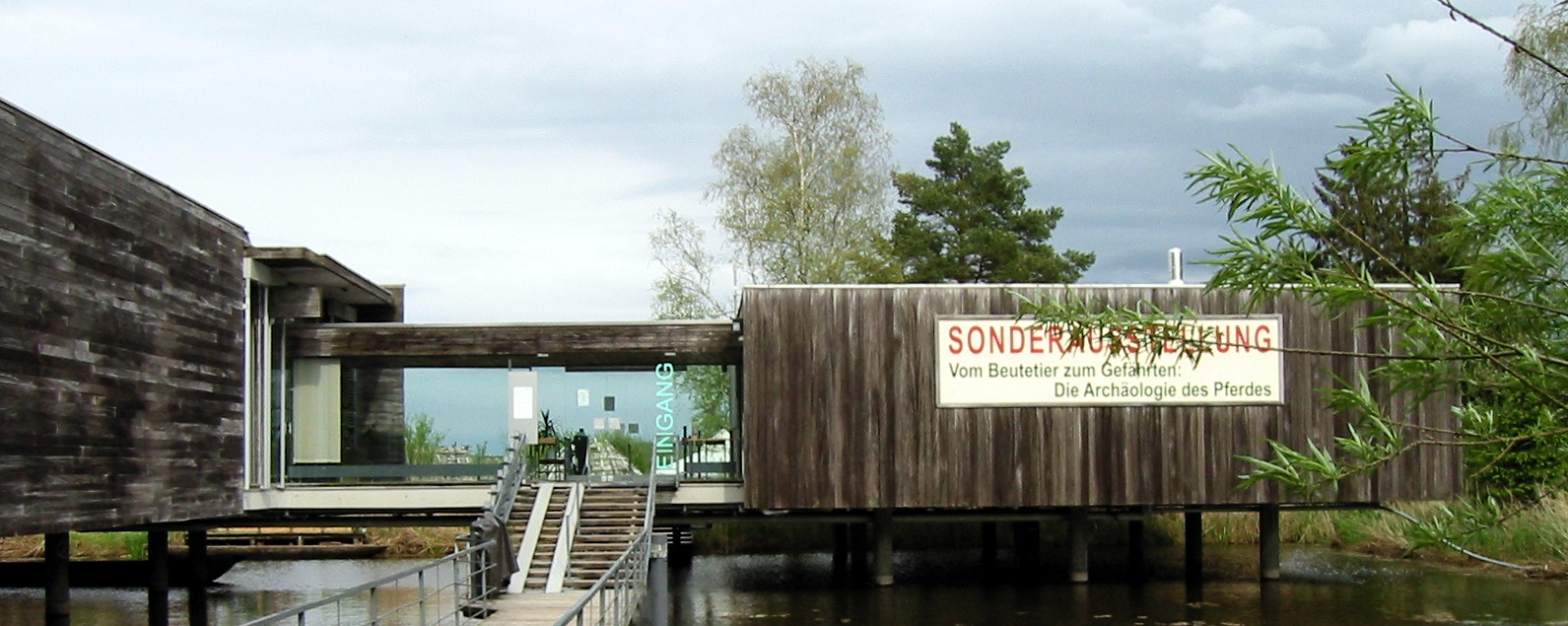
Federseemuseum (1968)

- 1950–1952: Haus Häussler in Reutlingen
- 1951–1961: Diverse Industriebauten für die Pausa AG in Mössingen
- 1954–1957: Erweiterungsbau des Kreiskrankenhauses in Ehingen (Donau)
- 1959–1964: Kaufmännische Berufsschule und Stadtbad Stuttgart-Feuerbach (mit Glasmalereien von HAP Grieshaber)
- 1959–1961: Reuchlinhaus in Pforzheim
- 1959: Wohnhaus Prof. Andreas Flitner in Tübingen
- 1959–1964: Hallenbad Feuerbach in Stuttgart-Feuerbach
- 1960–1965: Gefallenendenkmal auf dem Friedhof von Dußlingen
- 1960–1964: Wilhelm-Lehmbruck-Museum in Duisburg
- 1963: Haus Guido Lehmbruck
- 1964–1968: Federseemuseum in Bad Buchau
- 1965–1967: Friedrich-List-Realschule in Mössingen
- 1968–1969: Kunsthalle Tübingen (Beratung)
- 1970: Leichtweiß-Institut für Wasserbau und Grundbau der TU Braunschweig
- 1972–1979: Wilhelm-Hack-Museum in Ludwigshafen am Rhein (Beratung)
- 1973–1977: Nicosia Cultural Center auf Zypern (Projekt)
- 1978–1979: Nubia-Museum in Assuan, Ägypten (Beratung)
- 1978–1980: Museum im alten Leuchtturm auf Wangerooge (Beratung)